# بیمارستان بنت الهدی بوشهر
بیمارستان بنت الهدی واقع در استان بوشهر، شهرستان بوشهر بیمارستانی است دانشگاهی و درمانی وابسته به دانشگاه علوم پزشکی بوشهر با ۸۰ تخت ثابت که در سال ۱۳۷۴ شمسی تأسیس گردید.
هم اکنون این بیمارستان دارای بخش‌های CCU، POST CCU و قلب، POST آنژیوگرافی، ICU قلب باز،جراحی زنان و زایمان و دیگر واحدهای پاراکلینیکی و درمانگاهی می‌باشد.